# Irene Rosenfeld
Irene Blecker Rosenfeld (Westbury, 3 maggio 1953) è un'imprenditrice e dirigente d'azienda statunitense, dal 2011 al 2017 presidente e amministratore delegato della Mondelēz International.

## Biografia
Di origini rumene e tedesche, Irene nacque nello stato di New York da Seymour e Joan Blecker, una coppia ebrea. Dopo gli studi in marketing e statistica, si laureò alla Cornell University e cominciò a lavorare presso un'agenzia pubblicitaria di New York, la Dancer Fitzgerald Sample. Dopo il matrimonio assunse il cognome Rosenfeld e continuò a lavorare affermandosi nel campo dell'industria alimentare, dove operò per circa trent'anni. Nel 2004 approdò alla direzione di Frito-Lay, una divisione della PepsiCo.
Nel giugno del 2006 Irene Rosenfeld venne nominata amministratore delegato della Kraft Foods e meno di un anno dopo ne divenne anche presidente. La guida del colosso alimentare Kraft fruttò alla Rosenfeld una certa rilevanza a livello mondiale: è spesso inclusa infatti fra le donne più pagate e potenti al mondo. Nel 2008 il Wall Street Journal la pose sesta nella lista delle 50 donne da osservare e la rivista Forbes l'ha inclusa più volte ai vertici della sua lista delle 100 donne più potenti del mondo: nel 2006 era undicesima, nel 2007 nona, nel 2008 e nel 2009 era sesta, nel 2010 era seconda dopo Michelle Obama e nel 2011 decima.
Irene Rosenfeld è inoltre membro di vari consigli di amministrazione fra cui quello della Cornell University. Nel novembre 2017 Rosenfeld va in pensione e lascia l'incarico di CEO (e poco dopo di presidente) a Dirk Van de Put.